# Persone di nome Alexandre
| Questa pagina contiene informazioni ricavate automaticamente dalle voci biografiche con l'ausilio del template Bio e di un bot. L'aggiornamento è periodico e automatico e ricostruisce completamente la pagina. Se manca una persona in questa lista, sei pregato di non aggiungerla, ma accertati piuttosto che la sua voce biografica contenga il template Bio e che i dati anagrafici siano correttamente compilati. Se il template Bio manca, inseriscilo tu stesso o, in alternativa, metti l'avviso {{tmp\|Bio}} che ne segnala la mancanza. Se i dati riportati sono sbagliati, correggi direttamente la voce biografica; le modifiche saranno visibili in questa lista entro pochi giorni. Per chiarimenti vedi il progetto antroponimi. La lista contiene solo le 264 persone che sono citate nell'enciclopedia e per le quali è stato implementato correttamente il template Bio. Pagina aggiornata al 6 ago 2025. |

Questa è una lista di persone presenti nell'enciclopedia che hanno il nome Alexandre, suddivise per attività principale.

## Allenatori di calcio(8)
- Alexandre Alphonse, allenatore di calcio e ex calciatore francese (Saint-Leu-la-Forêt, n. 1982)
- Alexandre Czerniatynski, allenatore di calcio e ex calciatore belga (Charleroi, n. 1960)
- Alexandre Dujeux, allenatore di calcio e ex calciatore francese (Villers-sur-Meuse, n. 1976)
- Alexandre Gallo, allenatore di calcio e ex calciatore brasiliano (Ribeirão Preto, n. 1967)
- Alexandre Guimarães, allenatore di calcio e ex calciatore brasiliano (Maceió, n. 1959)
- Alexandre Lopes, allenatore di calcio e ex calciatore brasiliano (Rio de Janeiro, n. 1974)
- Alexandre Ludovic, allenatore di calcio e ex calciatore francese (Parigi, n. 1990)
- Alexandre de Freitas, allenatore di calcio e ex calciatore brasiliano (Brasile, n. 1976)

## Ammiragli(1)
- Alexandre Franquet, ammiraglio francese (Songy, n. 1828 - Lorient, † 1907)

## Anarchici(1)
- Marius Jacob, anarchico francese (Marsiglia, n. 1879 - Reuilly, † 1954)

## Antropologi(1)
- Alexandre Lacassagne, antropologo francese (Cahors, n. 1843 - Lione, † 1924)

## Arbitri di calcio(1)
- Alexandre Boucaut, arbitro di calcio belga (n. 1980)

## Archeologi(1)
- Alexandre Bertrand, archeologo francese (Rennes, n. 1820 - Saint-Germain-en-Laye, † 1902)

## Architetti(2)
- Alexandre Marcel, architetto francese (Parigi, n. 1860 - Parigi, † 1928)
- Alexandre Vallaury, architetto ottomano (Istanbul, n. 1850 - Istanbul, † 1921)

## Arrampicatori(1)
- Alexandre Chabot, arrampicatore francese (n. 1981)

## Artisti(2)
- Alexandre Egorov, artista e poeta russo (Leningrado, n. 1954)
- Vhils, artista portoghese (n. 1987)

## Astronomi(1)
- Alexandre Schaumasse, astronomo francese (Saint-Quay-Portrieux, n. 1882 - † 1958)

## Attori(6)
- Alexandre Arquillière, attore francese (Boën-sur-Lignon, n. 1870 - Saint-Étienne, † 1953)
- Alexandre Borges, attore brasiliano (Santos, n. 1966)
- Alex Gaumond, attore e cantante canadese (Montreal, n. 1978)
- Alexandre Nero, attore, cantante e polistrumentista brasiliano (Curitiba, n. 1970)
- Alexandre Rignault, attore francese (Parigi, n. 1901 - Saint-Mandé, † 1985)
- Alexandre Sterling, attore e cantante francese (Parigi, n. 1966)

## Attori teatrali(1)
- Alexandre Bultos, attore teatrale belga (Bruxelles, n. 1749 - Bruxelles, † 1787)

## Aviatori(1)
- Albert Preziosi, aviatore francese (Vezzani, n. 1915 - Orël, † 1943)

## Banchieri(2)
- Alexandre Lamfalussy, banchiere e economista belga (Kapuvár, n. 1929 - Ottignies, † 2015)
- Alexandre Stavisky, banchiere e criminale francese (Slobodka, n. 1886 - Chamonix-Mont-Blanc, † 1934)

## Biatleti(1)
- Alexandre Aubert, biatleta francese (Saint-Dié-des-Vosges, n. 1979)

## Biologi(1)
- Alexandre Besredka, biologo e immunologo ucraino (Odessa, n. 1870 - Parigi, † 1940)

## Botanici(3)
- Alexandre Noël Charles Acloque, botanico, ornitologo e entomologo francese (Auxi-le-Château, n. 1871 - † 1941)
- Alexandre Henri Gabriel de Cassini, botanico e naturalista francese (Parigi, n. 1781 - † 1832)
- Alexandre Louis Simon Lejeune, botanico belga (Verviers, n. 1779 - Verviers, † 1858)

## Cantanti(1)
- Alexandre Pires, cantante, musicista e compositore brasiliano (Uberlândia, n. 1976)

## Cantautori(1)
- Cascadeur, cantautore francese (Metz)

## Cardinali(2)
- Alexandre do Nascimento, cardinale e arcivescovo cattolico angolano (Malanje, n. 1925 - Luanda, † 2024)
- Alexandre José Maria dos Santos, cardinale e arcivescovo cattolico mozambicano (Zavala, n. 1924 - Maputo, † 2021)

## Ceramisti(1)
- Alexandre Bigot, ceramista francese (Mer, n. 1862 - Parigi, † 1927)

## Cestisti(8)
- Alexandre Aygalenq, cestista francese (Agen, n. 1997)
- Alex Bougaïeff, ex cestista canadese (Trois-Rivières, n. 1977)
- Alexandre Chassang, cestista francese (Châtenay-Malabry, n. 1994)
- Alexandre Gavrilovic, cestista francese (Strasburgo, n. 1991)
- Alexandre Gemignani, cestista brasiliano (San Paolo, n. 1925 - San Paolo, † 1998)
- Alexandre Karolak, cestista francese (Metz, n. 1995)
- Alexandre Libert, cestista belga (Mons, n. 1990)
- Alexandre Sarr, cestista francese (Bordeaux, n. 2005)

## Chimici(2)
- Alexandre Brongniart, chimico, geologo e zoologo francese (Parigi, n. 1770 - Parigi, † 1847)
- Alexandre Léon Étard, chimico francese (Alençon, n. 1852 - Parigi, † 1910)

## Ciclisti su strada(7)
- Alexandre Balmer, ciclista su strada e mountain biker svizzero (La Chaux-de-Fonds, n. 2000)
- Alexandre Blain, ex ciclista su strada francese (Aix-en-Provence, n. 1981)
- Alex Close, ciclista su strada e ciclocrossista belga (Moignelée, n. 1921 - Ligny, † 2008)
- Alexandre Delettre, ciclista su strada francese (Gonesse, n. 1997)
- Alexandre Geniez, ex ciclista su strada francese (Rodez, n. 1988)
- Alexandre Moos, ex ciclista su strada e ciclocrossista svizzero (Sierre, n. 1972)
- Alexandre Pichot, ciclista su strada francese (Caen, n. 1983)

## Compositori(9)
- Alexandre Astier, compositore, attore e regista francese (Lione, n. 1974)
- Alexandre Denéréaz, compositore svizzero (Losanna, n. 1875 - † 1947)
- Alexandre Derevitsky, compositore e direttore d'orchestra italiano (Napoli, n. 1909 - Roma, † 1974)
- Alexandre Desplat, compositore francese (Parigi, n. 1961)
- Gustave Dugazon, compositore francese (Parigi, n. 1781 - Parigi, † 1829)
- Alexandre Luigini, compositore e direttore d'orchestra francese (Lione, n. 1850 - Parigi, † 1906)
- Alexandre Montfort, compositore francese (Parigi, n. 1803 - Parigi, † 1856)
- Alexandre Piccinni, compositore francese (Parigi, n. 1779 - Parigi, † 1850)
- Alexandre Tansman, compositore polacco (Łódź, n. 1897 - Parigi, † 1986)

## Diplomatici(1)
- Alexandre de Laflotte, diplomatico e politico francese (n. 1766 - Parigi, † 1794)

## Dirigenti sportivi(1)
- Sandro Rosell, dirigente sportivo spagnolo (Barcellona, n. 1964)

## Drammaturghi(3)
- Alexandre Bisson, commediografo, romanziere e librettista francese (Briouze, n. 1848 - Parigi, † 1912)
- Alexandre Duval, drammaturgo francese (Rennes, n. 1767 - Parigi, † 1842)
- Alexandre Hardy, drammaturgo francese (Parigi, n. 1570 - Parigi, † 1632)

## Ebanisti(1)
- Alexandre Jean Oppenordt, ebanista francese (Gheldria, n. 1639 - Parigi, † 1715)

## Egittologi(2)
- Alexandre Piankoff, egittologo francese (San Pietroburgo, n. 1897 - Bruxelles, † 1966)
- Alexandre Varille, egittologo francese (Lione, n. 1909 - Joigny, † 1951)

## Filosofi(1)
- Alexandre Kojève, filosofo francese (Mosca, n. 1902 - Bruxelles, † 1968)

## Fisici(2)
- Alexandre Eugène Dufour, fisico francese (XIII arrondissement di Parigi, n. 1875 - † 1942)
- Alexandre Ferdinand Léonce Lapostolle, fisico francese (Maubeuge, n. 1749 - Amiens, † 1831)

## Fondisti(1)
- Alexandre Rousselet, ex fondista francese (Pontarlier, n. 1977)

## Gastronomi(1)
- Grimod de la Reynière, gastronomo francese (Parigi, n. 1758 - Villiers-sur-Orge, † 1837)

## Generali(3)
- Alexandre Courson de la Villevalio, generale e nobile francese (Trédaniel, n. 1767 - Fontainebleau, † 1847)
- Alexandre d'Alton, generale francese (Brive, n. 1776 - Versailles, † 1859)
- Alexandre Pierre Moline de Saint-Yon, generale, politico e scrittore francese (Lione, n. 1786 - Bordeaux, † 1870)

## Gesuiti(1)
- Alexandre de Rhodes, gesuita e missionario francese (Avignone, n. 1591 - Ispahan, † 1660)

## Giocatori di calcio a 5(5)
- Alexandre Zilles, giocatore di calcio a 5 e allenatore di calcio a 5 brasiliano (Porto Alegre, n. 1951 - † 1999)
- Alexandre Feller, ex giocatore di calcio a 5 brasiliano (Nova Trento, n. 1971)
- Alexandre Ghiotti, giocatore di calcio a 5 brasiliano (Caxias do Sul, n. 1982)
- Alexandre Maltauro Neto, giocatore di calcio a 5 brasiliano (Alto Bela Vista, n. 1999)
- Alexandre Rosa Ferreira, ex giocatore di calcio a 5 brasiliano (San Paolo, n. 1975)

## Giocatori di football americano(2)
- Alexandre Youbi, giocatore di football americano francese
- Alexandre le Gallo, giocatore di football americano francese

## Giocatori di polo(1)
- Jean Boussod, giocatore di polo francese (Versailles, n. 1860 - Évreux, † 1907)

## Giornalisti(1)
- Alexandre Breffort, giornalista, scrittore e drammaturgo francese (Fourchambault, n. 1901 - Parigi, † 1971)

## Hockeisti su ghiaccio(5)
- Alexandre Burrows, ex hockeista su ghiaccio canadese (Pincourt, n. 1981)
- Alexandre Daigle, ex hockeista su ghiaccio canadese (Laval, n. 1975)
- Alexandre Giroux, ex hockeista su ghiaccio canadese (Québec, n. 1981)
- Alexandre Picard, hockeista su ghiaccio canadese (Gatineau, n. 1985)
- Alexandre Picard, hockeista su ghiaccio canadese (Québec, n. 1985)

## Ingegneri(2)
- Gustave Eiffel, ingegnere e imprenditore francese (Digione, n. 1832 - Parigi, † 1923)
- Alexandre Siben, ingegnere francese (Metz, n. 1824 - Parigi, † 1882)

## Lottatori(1)
- Alexandre Pantoja, lottatore brasiliano (Rio de Janeiro, n. 1990)

## Matematici(1)
- Alexandre Savérien, matematico e filosofo francese (Arles, n. 1720 - Nanterre, † 1805)

## Medici(2)
- Alexandre Jacques François Bertrand, medico e naturalista francese (Rennes, n. 1795 - Parigi, † 1831)
- Alexandre Yersin, medico, batteriologo e naturalista svizzero (Aubonne, n. 1863 - Nha Trang, † 1943)

## Mezzofondisti(2)
- Jean Bouin, mezzofondista francese (Marsiglia, n. 1888 - Xivray-et-Marvoisin, † 1914)
- Alexandre Fayollat, mezzofondista francese (Grenoble, n. 1889 - Parigi, † 1957)

## Militari(7)
- Alexandre Beauprêtre, militare francese (Marast, n. 1819 - Aïounet Bou-Beker, † 1864)
- Alexandre Gonsse de Rougeville, militare francese (Arras, n. 1761 - Reims, † 1814)
- Alexandre Émile Herbillon, militare francese (La Rochelle, n. 1825 - Parigi, † 1893)
- Alexandre Moreau de Jonnès, militare francese (Rennes, n. 1778 - Parigi, † 1870)
- Alexandre Ferdinand Parseval-Deschênes, militare e politico francese (Parigi, n. 1790 - Parigi, † 1860)
- Alexandre de Serpa Pinto, militare e esploratore portoghese (Cinfães, n. 1846 - Lisbona, † 1900)
- Alexandre de Prouville, militare e politico francese (Tracy-le-Mont - Parigi, † 1670)

## Missionari(2)
- Alexandre Antonin Taché, missionario e arcivescovo cattolico canadese (Rivière-du-Loup, n. 1823 - Winnipeg, † 1894)
- Alexandre de Gouveia, missionario e vescovo cattolico portoghese (Évora, n. 1751 - Pechino, † 1808)

## Nuotatori(2)
- Alex Jany, nuotatore e pallanuotista francese (Tolosa, n. 1929 - Marsiglia, † 2001)
- Alexandre Massura, ex nuotatore brasiliano (São Bernardo do Campo, n. 1975)

## Orientalisti(1)
- Alexandre Langlois, orientalista e traduttore francese (Atene, n. 1788 - Nogent-sur-Marne, † 1854)

## Pallanuotisti(1)
- Alexandre Camarasa, ex pallanuotista francese (Marsiglia, n. 1987)

## Pallavolisti(4)
- Alexandre Bergamo, pallavolista brasiliano (Bento Gonçalves, n. 1981)
- Alexandre Elias, pallavolista brasiliano (Rio de Janeiro, n. 1997)
- Alexandre Ferreira, pallavolista portoghese (Seia, n. 1991)
- Alexandre Samuel, ex pallavolista e ex giocatore di beach volley brasiliano (Resende, n. 1970)

## Pentatleti(1)
- Alexandre Henrard, pentatleta francese (Coutances, n. 1992)

## Piloti automobilistici(2)
- Alexandre Prémat, pilota automobilistico francese (Juvisy-sur-Orge, n. 1982)
- Alex Tagliani, pilota automobilistico canadese (Montréal, n. 1973)

## Piloti di rally(3)
- Alexandre Berardo, copilota di rally e architetto portoghese (Lisbona, n. 1977)
- Alexandre Coria, copilota di rally francese (n. 1993)
- Alexandre Stricher, pilota di rally e giornalista francese (Vitry-sur-Seine, n. 1980)

## Piloti motociclistici(2)
- Alex Barros, pilota motociclistico brasiliano (San Paolo, n. 1970)
- Alexandre Giroud, pilota motociclistico francese (Grenoble, n. 1981)

## Pirati(2)
- Alexandre Bras-de-Fer, pirata francese
- Alexandre Olivier Exquemelin, pirata, scrittore e storico francese (Honfleur, n. 1645 - † 1707)

## Pittori(11)
- Alexandre Bida, pittore, incisore e disegnatore francese (Tolosa, n. 1813 - Buhl, † 1895)
- Alexandre Bloch, pittore francese (Parigi, n. 1857 - Parigi, † 1919)
- Alexandre Cabanel, pittore francese (Montpellier, n. 1823 - Parigi, † 1889)
- Alexandre Calame, pittore e incisore svizzero (Vevey, n. 1810 - Mentone, † 1864)
- Alexandre Colin, pittore e litografo francese (Parigi, n. 1798 - Parigi, † 1875)
- Alexandre Defaux, pittore francese (Bercy, n. 1826 - Parigi, † 1900)
- Alexandre Desgoffe, pittore francese (Parigi, n. 1805 - Parigi, † 1882)
- Alexandre Thomas Francia, pittore francese (Londra, n. 1815 - Bruxelles, † 1884)
- Alexandre Kucharsky, pittore polacco (Varsavia, n. 1741 - Parigi, † 1819)
- Alexandre Serebriakoff, pittore e illustratore russo (Neskučnoe, n. 1907 - Parigi, † 1995)
- Alexandre Séon, pittore francese (Chazelles-sur-Lyon, n. 1855 - Parigi, † 1917)

## Poeti(3)
- Alexandre de Bernay, poeta francese
- Alexandre Arnoux, poeta, drammaturgo e saggista francese (Digne, n. 1884 - Parigi, † 1973)
- Alejandro Finisterre, poeta, inventore e editore spagnolo (Fisterra, n. 1919 - Zamora, † 2007)

## Politici(11)
- Alexandre Deulofeu, politico e filosofo spagnolo (L'Armentera, n. 1903 - Figueres, † 1978)
- Alexandre Gendebien, politico e avvocato belga (Mons, n. 1789 - Bruxelles, † 1869)
- Alexandre Glais-Bizoin, politico francese (Quintin, n. 1800 - Saint-Brieuc, † 1877)
- Alexandre de Lameth, politico e generale francese (Parigi, n. 1760 - Parigi, † 1829)
- Alexandre Martin, politico francese (Bury, n. 1815 - Mello, † 1895)
- Alexander Mebane, politico e generale statunitense (Contea di Lancaster, n. 1744 - Hawfields, † 1795)
- Alexandre Millerand, politico francese (Parigi, n. 1859 - Versailles, † 1943)
- Alexandre Parodi, politico francese (Parigi, n. 1901 - Parigi, † 1979)
- Alexandre Ribot, politico francese (Saint-Omer, n. 1842 - Parigi, † 1923)
- Alexandre Colonna Walewski, politico francese (Walewice, n. 1810 - Strasburgo, † 1868)
- Alexandre Marie Léonor de Saint-Mauris de Montbarrey, politico e nobile francese (Besançon, n. 1732 - Costanza, † 1796)

## Politologi(1)
- Alexandre Del Valle, politologo e saggista francese (Marsiglia, n. 1968)

## Presbiteri(1)
- Alexandre Awi Mello, presbitero brasiliano (Rio de Janeiro, n. 1971)

## Rapper(1)
- Bekar, rapper francese (Madrid, n. 1998)

## Registi(7)
- Alexandre Aja, regista, sceneggiatore e produttore cinematografico francese (Parigi, n. 1978)
- Alexandre Arcady, regista, sceneggiatore e produttore cinematografico francese (Algeri, n. 1947)
- Alexandre Astruc, regista, sceneggiatore e critico cinematografico francese (Parigi, n. 1923 - Parigi, † 2016)
- Alexandre Bustillo e Julien Maury, regista, produttore cinematografico e produttore televisivo francese (Saint-Cloud, n. 1975)
- Alexandre Coffre, regista e sceneggiatore francese (n. 1976)
- Alexandre Moors, regista e sceneggiatore francese (Suresnes, n. 1972)
- Alexandre Ryder, regista e sceneggiatore francese (Będzin, n. 1891 - Saint-Germain-en-Laye, † 1966)

## Rugbisti a 15(4)
- Alexandre Dumoulin, rugbista a 15 francese (Bourgoin-Jallieu, n. 1989)
- Alexandre Flanquart, rugbista a 15 francese (Cambrai, n. 1989)
- Alexandre Lapandry, rugbista a 15 francese (Paray-le-Monial, n. 1989)
- Alexandre Pharamond, rugbista a 15 francese (Parigi, n. 1876 - Neuilly-sur-Seine, † 1953)

## Scacchisti(1)
- Alexandre Deschapelles, scacchista francese (Ville-d'Avray, n. 1780 - Parigi, † 1847)

## Sceneggiatori(1)
- Alexandre de La Patellière, sceneggiatore, drammaturgo e regista francese (Parigi, n. 1971)

## Scenografi(1)
- Alexandre Trauner, scenografo ungherese (Budapest, n. 1906 - Omonville-la-Petite, † 1993)

## Schermidori(4)
- Alexandre Bardenet, schermidore francese (Saint-Saulve, n. 1990)
- Alexandre Bergès, schermidore francese (Lorient, n. 1868)
- Alexandre Bretholz, ex schermidore svizzero (Moudon, n. 1944)
- Alexandre Lippmann, schermidore francese (Parigi, n. 1881 - Parigi, † 1960)

## Sciatori alpini(4)
- Alexandre Anselmet, ex sciatore alpino francese (Chambéry, n. 1980)
- Alexandre Bouillot, ex sciatore alpino francese (Lione, n. 1985)
- Alexandre Pasquier, ex sciatore alpino francese (Lione, n. 1987)
- Alexandre Pittin, ex sciatore alpino francese (Sallanches, n. 1983)

## Sciatori freestyle(1)
- Alexandre Duchaine, sciatore freestyle canadese (Québec, n. 2004)

## Scrittori(12)
- Alexandre Jardin, scrittore e regista francese (Neuilly-sur-Seine, n. 1965)
- Mongo Beti, scrittore camerunese (Mbalmayo, n. 1932 - Douala, † 2001)
- Alexandre Cirici i Pellicer, scrittore spagnolo (Barcellona, n. 1914 - † 1983)
- Alexandre Deleyre, scrittore francese (Portets, n. 1726 - Parigi, † 1797)
- Alexandre Dumas padre, scrittore e drammaturgo francese (Villers-Cotterêts, n. 1802 - Neuville-lès-Dieppe, † 1870)
- Alexandre Dumas figlio, scrittore e drammaturgo francese (Parigi, n. 1824 - Marly-le-Roi, † 1895)
- Alexandre Herculano, scrittore e giornalista portoghese (Lisbona, n. 1810 - Santarém, † 1877)
- Alexandre Najjar, scrittore e avvocato libanese (Beirut, n. 1967)
- Alexandre Masson de Pezay, scrittore e militare francese (Versailles, n. 1741 - Marolles, † 1777)
- Alexandre de Rogissart, scrittore e viaggiatore francese
- Alexandre Vialatte, scrittore francese (Magnac-Laval, n. 1901 - Parigi, † 1971)
- Alexandre de Gusmão, scrittore e diplomatico portoghese (Santos, n. 1695 - Lisbona, † 1753)

## Scultori(1)
- Alexandre Charpentier, scultore, ebanista e pittore francese (Parigi, n. 1856 - Neuilly-sur-Seine, † 1909)

## Sollevatori(1)
- Alexandre Maspoli, sollevatore, lunghista e scultore francese (Losanna, n. 1875 - Caluire-et-Cuire, † 1943)

## Stilisti(1)
- Jean Patou, stilista e profumiere francese (Parigi, n. 1887 - Parigi, † 1936)

## Storici(1)
- Alexandre Adler, storico e giornalista francese (Parigi, n. 1950 - Parigi, † 2023)

## Storici della scienza(1)
- Alexandre Koyré, storico della scienza e filosofo russo (Taganrog, n. 1892 - Parigi, † 1964)

## Tennisti(3)
- Alexandre Müller, tennista francese (Poissy, n. 1997)
- Alexandre Sidorenko, tennista francese (Leningrado, n. 1988)
- Alexandre Simoni, ex tennista brasiliano (San Paolo, n. 1979)

## Teologi(1)
- Alexandre Vinet, teologo, filosofo e giornalista svizzero (Losanna, n. 1797 - Le Châtelard, † 1847)

## Tiratori a volo(1)
- Roger Nivière, tiratore a volo francese (Parigi, n. 1867 - Parigi, † 1917)

## Tuffatori(1)
- Alexandre Despatie, tuffatore canadese (Montréal, n. 1985)

## Vescovi cattolici(1)
- Alexandre Caillot, vescovo cattolico francese (Doyet, n. 1861 - Grenoble, † 1957)

## Violinisti(1)
- Alexandre Boucher, violinista francese (Parigi, n. 1778 - Parigi, † 1861)

## Senza attività specificata(2)
- Alexandre Bilodeau, ex sciatore freestyle canadese (Montréal, n. 1987)
- Alexandre Bontemps, francese (n. 1626 - † 1701)